# Hemicelulose
As hemiceluloses (literalmente: "meia celulose") são polissacarídeos. Junto com celulose, a pectina, a lignina e as glicoproteínas formam a  Parede celular  das células vegetais.
As hemiceluloses referem-se a uma mistura de polímeros de hexoses, pentoses e ácidos urônicos, que podem ser lineares ou ramificados, são amorfo e possuem peso molecular relativamente baixo.As hemiceluloses são divididas em pentosanas e hexosanas com fórmulas gerais C5H8O4 e C6H10O5, respectivamente onde 'n' é o grau de polimerização.As pentosanas por hidrólise produzem pentoses(xilose e arabinose).As pentoses são monossacarídeos que apresentam em sua estrutura 5 atomos de carbono.
A hemicelulose é uma classe de diversos polissacarídeos,que , em parte, estão ligados por pontes de hidrogénio à celulose.
As hemiceluloses encontram-se intercaladas às microfibrilas de celulose dando elasticidade e impedindo que elas se toquem.